# Ayudha Puja

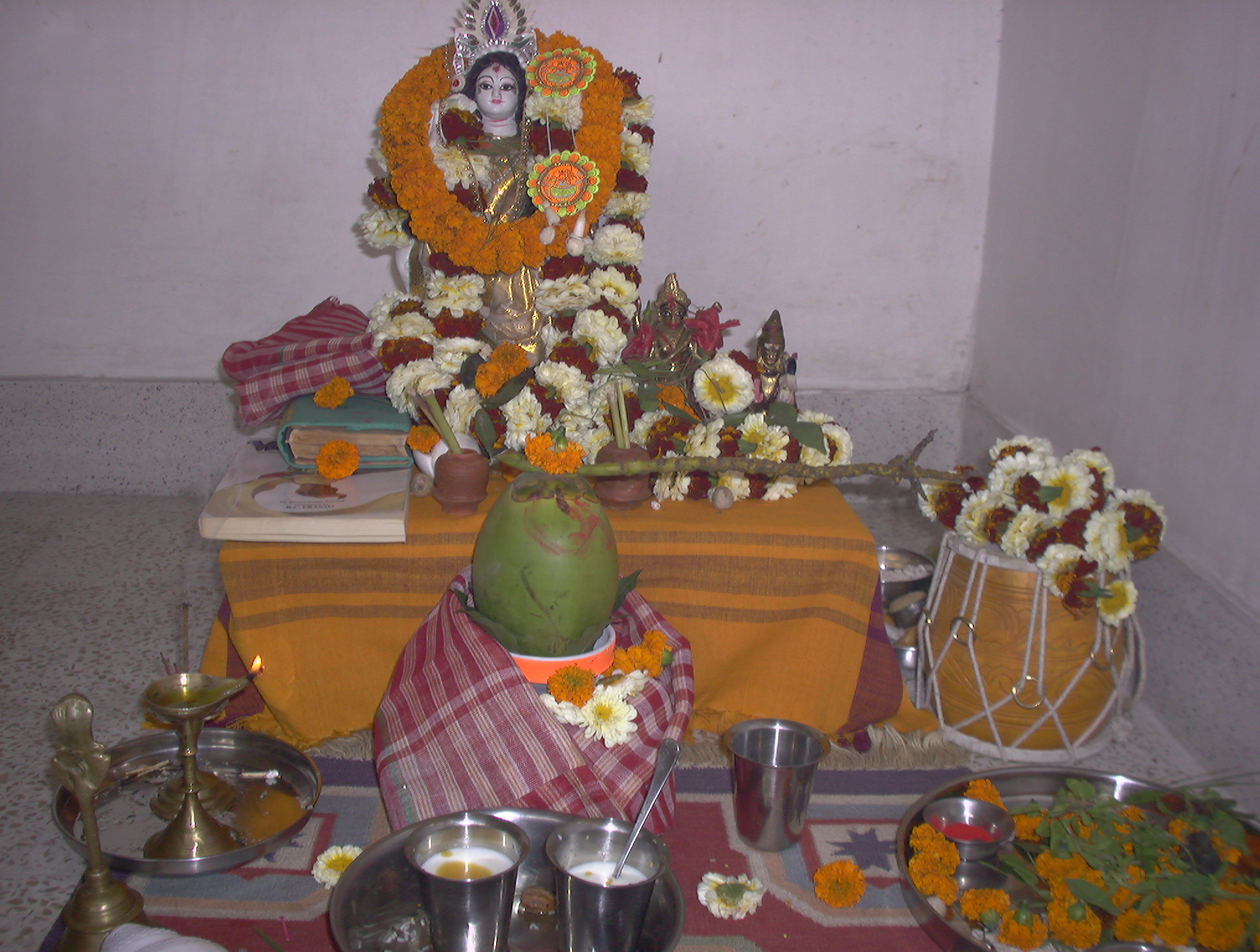
Saraswati Puja (nữ thần trí tuệ và học hỏi) cũng được thực hiện đồng thời với Ayudha Puje. Sách và trống được giữ lại để làm phước cho cô.

Ayudha Puja là một phần của lễ hội Navratri, một lễ hội Hindu được tổ chức theo truyền thống ở Ấn Độ. Nó được tổ chức ở Karnataka (ở bang Mysore trước đây) với tên gọi “Ayudha Puje” (tiếng Kannada: ಆಯುಧ ಪೂಜೆ). Tamil Nadu trong vai Ayudha Pujai (tiếng Tamil: ஆயுத பூஜை), trong tiếng Telangana và Andhra Pradesh trong vai Aayudha Pooja (tiếng Telugu: ఆయుధ పూజ), trong tiếng Kerala là Ayudha Puja (tiếng Malayalam: ആയുധ പൂജ), "Astra Puja" (tiếng Odia: ଅସ୍ତ୍ର ପୂଜା) hoặc "Ayudha Puja" ở Odisha, "Shastra Puja" (tiếng Marathi: आयुध पूजा/ खंडे नवमी) hoặc "Ayudha Puja/Khande Navami" ở Maharashtra, và ở Karnataka (ở Bang Mysore trước đây) là "Ayudha Puje" (tiếng Kannada: ಆಯುಧ ಪೂಜೆ). Lễ hội rơi vào ngày thứ 10 của chu kỳ 15 ngày Mặt Trăng (theo Almanac) trong tháng 9/10, và phổ biến là một phần của lễ hội Dasara hoặc Navaratri hoặc Durga Puja hoặc Golu. Ở Karnataka, lễ kỷ niệm dành cho việc quỷ vương Mahishasura bởi nữ thần Durga.
Trong sự phát triển văn hóa đa dạng đã tạo nên cuộc cách mạng xã hội, với việc khoa học hiện đại tác động lâu dài đến tri thức khoa học và các công nghiệp ở Ấn Độ, các đặc tính của tôn giáo cũ được giữ lại bằng cách tôn thờ sử dụng máy tính và máy đánh chữ cũng trong thời Ayudha Puja.